# Xã Addison, Quận Shelby, Indiana
Xã Addison (tiếng Anh: Addison Township) là một xã thuộc quận Shelby, tiểu bang Indiana, Hoa Kỳ. Năm 2010, dân số của xã này là 20.585 người.